# Hidraulički motor
Hidraulični motor, hidromotor ili hidraulični aktuator je izvršni dio u hidrauličnom pogonu. Hidraulični motori se dijele na rotacijske hidrauličke motore, hidraulične cilindre i zakretne hidraulične motore. Cilindri i zakretni motori imaju pomak ograničen dvjema krajnjim točkama.

## Vrste hidrauličnih motora

### Rotacijski hidraulični motor
Suprotno hidrauličnim pumpama, hidraulični motori pretvaraju energiju hidrauličkog fluida u mehanički rad. Konstrukcija rotacijskih motora i pumpi je u osnovi jednaka, pa se često isti stroj može prema
potrebi upotrebljavati kao pumpa ili motor (reverzibilni stroj). Prema brzini vrtnje razlikuju se sporohodni (do 1000 o/min) i brzohodni motori. Budući da je snaga motora jednaka umnošku momenta i brzine vrtnje (PM = M ω), za istu snagu motora mora se uz smanjenje brzine povećavati moment. Zato sporohodni motori često zahtijevaju veliki moment (tzv. LSHT-motori,engl. Low Speed – High Torque).

#### Podjela rotacijskih hidrauličnih motora
Vrste rotacijskih hidrauličnih motora su:
- Zupčasti rotacijski hidraulični motor:
  - s vanjskim ozubljenjem
  - zupčasto-prstasti
- Krilni ili lamelni rotacijski hidraulični motor:
- Klipni rotacijski hidraulični motor:
  - klipno-aksijalni (s aksijalno postavljenim ekscentrom):
    - s nagibnom pločom;
    - s nagibnom osi;

  - klipno-radijalni (s radijalno postavljenim ekscentrom):
    - s unutrašnjim djelovanjem (vanjskim ekscentrom);
    - s vanjskim djelovanjem (unutrašnjim ekscentrom).

#### Zupčasti rotacijski hidraulični motor
Brzina vrtnje zupčastih rotacijskih hidrauličnih motora motora obično je u rasponu 500 do 3500 o/min, a radni tlakovi do 200 bara. Uz klipno–aksijalni motor, to je jedini brzohodni motor. Zbog velikih gubitaka propuštanja rijetko se izvodi kao LSHT-motor (engl. Low Speed – High Torque). Za sporije brzine vrtnje može se izvesti kao brzohodni motor s reduktorom. Razina buke povećava se s brzinom vrtnje i tlakom. Ovisno o brtvenim površinama, postoje dvije izvedbe: s jednim smjerom vrtnje i propisanim priključivanjem visokog i niskog tlaka, te dvosmjerni (reverzibilni) motor, simetrično izveden, s dva jednaka priključka.
Konstrukcija rotacijskog hidrauličnog motora s vanjskim ozubljenjem je u osnovi ista kao kod zupčaste hidraulične pumpe s vanjskim ozubljenjem. Brtvene površine kućišta su prednji i stražnji poklopac, kao i površine uz obod zupčanika. Hidraulički fluid pod tlakom kreće se po obodu zupčanika prema priključku niskog tlaka, potiskujući na taj način zube, što dovodi do rotacije zupčanika.
Prstasti rotacijski hidraulični motori imaju poseban oblik zuba (trochoidna krivulja) koji osigurava istodobno brtvljenje svih zuba. Unutrašnji zupčanik uvijek ima jedan zub manje nego stator. Postoje dvije izvedbe: sporohodna (Orbit motor) i brzohodna (Gerotor motor). Orbit motor ima stacionarni vanjski zupčanik i unutrašnji zupčanik (trkač), koji se planetarno giba uzimajući u jednom okretu veliki volumen punjenja, što mu daje velik radni moment. Tlačna i usisna strana neprestano se mijenjaju. Gerotor motor ima ekscentrično postavljen unutrašnji zupčanik i puno manji volumen punjenja. Oba zupčanika rotiraju oko fiksnih, ekscentričnih osi. Predviđen je za veliku brzinu vrtnje uz nešto manji radni moment.

#### Krilni ili lamelni rotacijski hidraulični motor
Krilni ili lamelni rotacijski hidraulični motor ima male gubitke propuštanja, pa se može upotrebljavati za niske brzine, već od 10 o/min. Maksimalni radni tlak iznosi oko 150 bara. Može se izvesti s promjenljivim volumenom.

#### Klipni rotacijski hidraulični motor
Upotrebljavaju se klipno-aksijalni i klipno radijalni motori. Radni volumen ovih motora obično je u granicama od 10 do 80 cm3, a mogu se izvesti s promjenjivim radnim volumenom. Broj okretaja iznosi od 0,5 do 3000 o/min, maksimalni radni tlak prelazi 300 bara, a mogu razviti izrazito velik moment (do 32 kNm).

#### Klipno-aksijalni rotacijski hidraulični motor
Klipno-aksijalni motori (s aksijalnim ekscentrom) izvode se s konstantnim ili promjenljivim volumenom punjenja (ekscentricitetom). Postoje dvije osnovne konstrukcije, motor s nagibnom pločom i s nagibnom osi.

#### Hidraulični motor s nagibnom pločom
Za razliku od hidrauličke pumpe, izvedba s konstantnim nagibom ploče obzirom na os rotacije (s konstantnim volumenom punjenja) ima nagibnu ploču i razvodnu ploču koje se okreću, dok blok cilindara miruje. Hidraulički fluid kroz razvodnu ploču ulazi u cilindre potiskujući klipove koji pritiskom na nagibnu ploču izazivaju njenu rotaciju. Ovaj tip motora ima nešto manji broj okretaja i relativno visok stupanj korisnog djelovanja.
Klipno aksijalni hidraulični motor sa zakretnom pločom (promjenjiv volumen punjenja) po izvedbi nalikuje pumpi sa zakretnom pločom. Kao i kod pumpe, blok cilindara rotira dok nagibna ploča i razvodna ploča miruju. Gubici trenja su značajni, posebno pri malim brzinama vrtnje.

#### Hidraulični motor s nagibnom osi
Ova konstrukcija motora s kardanskim zglobom (vratilom) omogućuje relativno velik volumen punjenja (i velik zakretni moment). Promjena volumena punjenja može se jednostavno realizirati promjenom kuta nagibne osi.

#### Klipno-radijalni rotacijski hidraulični motor
Klipno-radijalni motori izvode se kao motori s unutrašnjim djelovanjem i s vanjskim djelovanjem. Kao i klipno-radijalne pumpe s unutrašnjim djelovanjem, motore s unutrašnjim djelovanjem može se izvesti s promjenjivim volumenom punjenja (promjenjivim ekscentricitetom). Općenito klipno-radijalni motori mogu imati vrlo veliki volumen punjenja (zakretni moment).

## Hidraulički cilindar
Hidraulički cilindar ili linearni hidraulični motor je najčešći izvršni dio u hidrauličkom pogonu, koji služi za pretvorbu energije hidrauličkog fluida u mehanički rad (izvršna sila se kreće po pravcu). Njegova ulazna veličina jest hidraulički fluid pod tlakom koji djeluje na površinu klipa hidrauličnoga cilindra. Time uzrokuje pravocrtno kretanje klipa, a kao posljedica toga i klipnjače koja je povezana s teretom. Tako se energija hidrauličkoga medija pretvara u provodljivu snagu koja djeluje pravocrtno. Hidraulički medij uglavnom je mineralno ulje; u hidraulici se upotrebljavaju i sintetička ulja i emulzije, a sve više i voda (vodena hidraulika).

## Zakretni hidraulični motor
Zakretni hidraulični motor ima ograničen kut zakreta, a zakretno kretanje ostvaruje direktno ili indirektno. Direktno zakretanje ostvaruje se pomoću krila (poput krilnog motora s jednim krilom) unutar cilindra s fiksnom radijalnom pregradom između tlačnog i usisnog dijela. Maksimalni zakret takvog motora iznosi oko 300º. Indirektno zakretanje ostvaruje se pomoću cilindra preko zupčaste letve (ozubnice) i zupčanika uz maksimalni zakret oko 720º.